# Real (Ponce)
Real es un barrio ubicado en el municipio de Ponce en el estado libre asociado de Puerto Rico. En el Censo de 2010 tenía una población de 3696 habitantes y una densidad poblacional de 270,53 personas por km².

## Geografía
Real se encuentra ubicado en las coordenadas 18°5′10″N 66°33′40″O / 18.08611, -66.56111. Según la Oficina del Censo de los Estados Unidos, Real tiene una superficie total de 13.66 km², de la cual 13.53 km² corresponden a tierra firme y (0.97%) 0.13 km² es agua.

## Demografía
Según el censo de 2010, había 3696 personas residiendo en Real. La densidad de población era de 270,53 hab./km². De los 3696 habitantes, Real estaba compuesto por el 84.74% blancos, el 7.95% eran afroamericanos, el 0.11% eran amerindios, el 0.03% eran asiáticos, el 4.95% eran de otras razas y el 2.22% pertenecían a dos o más razas. Del total de la población el 99.62% eran hispanos o latinos de cualquier raza.